# Ceolmund (Hereford)
Ceolmund († zwischen 793 und 798) war Bischof von Hereford. Er wurde zwischen 787 und 788 zum Bischof geweiht und trat sein Amt in diesem Zeitraum an. Er starb zwischen 793 und 798.